# Izabela Zatorska
Izabela Zatorska, née le 6 octobre 1962 à Paczków, est une athlète polonaise spécialisée en course en montagne. Elle a remporté le Grand Prix WMRA en 2001, 2004 et 2005 et a remporté deux titres de championne d'Europe de course en montagne. Elle a également remporté 11 titres de championne de Pologne de course en montagne. Elle s'est par la suite diversifiée en canicross et a remporté le titre de championne du monde Master ainsi que quatre titres de championne d'Europe Master.

## Biographie
Izabela commence sa carrière sur stade en course de fond et demi-fond, puis se met au marathon. Elle remporte celui de Marrakech en 1991 et 1992 et celui de Belgrade en 1995 et 1996.
En 1996, elle fait ses débuts en course en montagne, au Trophée mondial de course en montagne à Telfes. N'ayant pas d'expérience dans cette discipline, elle part rapidement en tête mais finit par être prise de crampes à moins d'un kilomètre de l'arrivée. Elle échoue finalement au pied du podium.
En 1999, elle éclate au niveau mondial. Elle remporte les courses de Schlickeralm, Stellina, Kitzbüheler Horn, Drei Zinnen et du Hochfelln. Malgré ses quatre victoires au Grand Prix WMRA, elle termine deuxième derrière Angela Mudge. Elle termine 2e au Trophée mondial et remporte son premier titre de championne d'Europe de course en montagne.
Elle remporte son second titre européen en 2000. L'année suivante, elle remporte les courses de Snowdon, Stellina et Šmarna Gora et remporte ainsi la première de ses trois Grands Prix WMRA.
Le 23 novembre 2006, elle se rend au Nigeria pour participer à la course de montagne du Ranch Obudu. Voyageant en compagnie de Danny Hughes, le président de la WMRA et des athlètes Melissa Moon et Anna Pichrtová, leur véhicule sort violemment de la route. Danny Hughes et Melissa Moon s'en sortent avec des égratignures mais Anna et Izabela sont plus gravement blessées. La Polonaise souffre de fractures à deux vertèbres thoraciques, quatre côtes et une clavicule ainsi que d'une perforation à un poumon. Elle est transportée d'urgence à l'hôpital de Calabar avant d'être rappatriée en Pologne.
Elle fait son retour à la compétition en juin 2007, puis se tourne ensuite vers le canicross où elle court notamment en relais avec sa fille Kamila. Elle remporte le titre de championne du monde Master en 2010, ainsi que quatre titres de championne d'Europe Master entre 2008 et 2011.
En septembre 2016, elle effectue l'ascension de l'Elbrouz en 5 h 40.
Elle est également entraîneuse de course en montagne en Pologne.
Tout au long de sa carrière, elle a remporté 35 titres dans des championnats nationaux d'athlétisme et de cross-country.

## Palmarès en athlétisme

### Route
| Année | Compétition                        | Lieu       | Place | Épreuve       |                 |
| ----- | ---------------------------------- | ---------- | ----- | ------------- | --------------- |
| 1990  | Marathon de Varsovie               | Varsovie   | 3e    | Marathon      | 2 h 47 min 11 s |
| 1991  | Marathon de Marrakech              | Marrakech  | 1re   | Marathon      | 2 h 38 min 5 s  |
| 1991  | Semi-marathon Rome-Ostie           | Ostie      | 1re   | Semi-marathon | 1 h 13 min 2 s  |
| 1992  | Marathon de Marrakech              | Marrakech  | 1re   | Marathon      | 2 h 36 min 29 s |
| 1992  | Marathon de Melbourne              | Melbourne  | 3e    | Marathon      | 2 h 41 min 34 s |
| 1992  | Marathon de Berlin                 | Berlin     | 7e    | Marathon      | 2 h 33 min 46 s |
| 1993  | Semi-marathon de Berlin            | Berlin     | 3e    | Semi-marathon | 1 h 13 min 7 s  |
| 1993  | Marathon de Reims                  | Reims      | 7e    | Marathon      | 2 h 38 min 21 s |
| 1994  | Championnats d'Europe d'athlétisme | Helsinki   | 20e   | Marathon      | 2 h 40 min 31 s |
| 1994  | Marathon de Pékin                  | Pékin      | 10e   | Marathon      | 2 h 39 min 26 s |
| 1995  | Marathon de Belgrade               | Belgrade   | 1re   | Marathon      | 2 h 40 min 27 s |
| 1995  | Marathon de Reims                  | Reims      | 10e   | Marathon      | 2 h 39 min 4 s  |
| 1996  | Marathon de Belgrade               | Belgrade   | 1re   | Marathon      | 2 h 36 min 51 s |
| 1999  | Marathon de Nagano                 | Nagano     | 9e    | Marathon      | 2 h 41 min 7 s  |
| 2000  | Marathon de Prague                 | Prague     | 8e    | Marathon      | 2 h 40 min 18 s |
| 2001  | Semi-marathon de Prague            | Prague     | 2e    | Semi-marathon | 1 h 15 min 5 s  |
| 2001  | Marathon de Dębno                  | Dębno      | 2e    | Marathon      | 2 h 43 min 21 s |
| 2001  | Grand Prix de Poznań               | Poznań     | 2e    | 10 kilomètres | 33 min 3 s      |
| 2001  | Semi-marathon du Danube            | Bratislava | 1re   | Semi-marathon | 1 h 16 min 37 s |
| 2004  | Semi-marathon de Rzeszów           | Rzeszów    | 1re   | Semi-marathon | 1 h 17 min 38 s |

### Course en montagne
| no  | féminin            | Course                                             | Longueur | Départ             | Temps           |
| --- | ------------------ | -------------------------------------------------- | -------- | ------------------ | --------------- |
| 4e  | 4e                 | Trophée mondial de course en montagne              | 7,25 km  | 1er septembre 1996 | 41 min 39 s     |
| 6e  | 6e                 | Trophée mondial de course en montagne              | 8,27 km  | 20 septembre 1998  | 48 min 13 s     |
| 1re | Médaille d'or      | Trophée européen de course en montagne             | 9 km     | 4 juillet 1999     | 55 min 37 s     |
|     | Médaille d'or      | Course de Schlickeralm                             | 11 km    | 8 août 1999        | 1 h 12 min 3 s  |
| 1re | Médaille d'or      | Challenge Stellina                                 | 8,1 km   | 22 août 1999       | 48 min 8 s      |
|     | Médaille d'or      | Course de montagne du Kitzbüheler Horn             | 12,9 km  | 29 août 1999       | 1 h 8 min 1 s   |
|     | Médaille d'or      | Drei Zinnen Alpine Run                             | 16,1 km  | 12 septembre 1999  | 1 h 38 min 20 s |
| 2e  | Médaille d'argent  | Trophée mondial de course en montagne              | 7,8 km   | 19 septembre 1999  | 38 min 41 s     |
|     | Médaille d'or      | Course de montagne du Hochfelln                    | 8,9 km   | 3 octobre 1999     | 51 min 6 s      |
| 1re | Médaille d'or      | Trophée européen de course en montagne             | 7,1 km   | 2 juillet 2000     | 33 min 38 s     |
|     | Médaille d'or      | Course de montagne du Danis                        | 10,4 km  | 9 juillet 2000     | 47 min 27 s     |
|     | Médaille d'or      | Course de montagne du Grossglockner                | 13,4 km  | 30 juillet 2000    | 1 h 28 min 57 s |
| 2e  | Médaille d'argent  | Challenge Stellina                                 | 8,1 km   | 20 août 2000       | 47 min 39 s     |
|     | Médaille d'or      | Course de montagne du Kitzbüheler Horn             | 12,9 km  | 27 août 2000       | 1 h 7 min 45 s  |
| 3e  | Médaille de bronze | Trophée mondial de course en montagne              | 8,9 km   | 9 septembre 2000   | 50 min 11 s     |
|     | Médaille d'or      | Drei Zinnen Alpine Run                             | 16,1 km  | 10 septembre 2000  | 1 h 35 min 17 s |
| 5e  | 5e                 | Trophée européen de course en montagne             | 9 km     | 1er juillet 2001   | 59 min 14 s     |
|     | Médaille d'or      | Course de montagne du Danis                        | 10,4 km  | 8 juillet 2001     | 47 min 16 s     |
|     | Médaille d'argent  | Course de montagne du Grossglockner                | 13,4 km  | 22 juillet 2001    | 1 h 25 min 15 s |
|     | Médaille d'or      | Course du Snowdon                                  | 16,1 km  | 28 juillet 2001    | 1 h 19 min 4 s  |
|     | Médaille d'or      | Course de Schlickeralm                             | 11,2 km  | 5 août 2001        | 1 h 9 min 11 s  |
|     | Médaille d'or      | Course du Cervin                                   | 14,35 km | 19 août 2001       | 1 h 16 min 44 s |
| 1re | Médaille d'or      | Challenge Stellina                                 | 8,1 km   | 26 août 2001       | 48 min 10 s     |
|     | Médaille d'argent  | Course de montagne du Kitzbüheler Horn             | 12,9 km  | 2 septembre 2001   | 1 h 7 min 50 s  |
|     | Médaille d'argent  | Drei Zinnen Alpine Run                             | 16,1 km  | 9 septembre 2001   | 1 h 34 min 1 s  |
| 3e  | Médaille de bronze | Trophée mondial de course en montagne              | 8,5 km   | 15 septembre 2001  | 38 min 50 s     |
| 40e | Médaille d'or      | Course de Šmarna Gora                              | 9 km     | 6 octobre 2001     | 47 min 16 s     |
| 4e  | 4e                 | Championnats d'Europe de course en montagne        | 8 km     | 7 juillet 2002     | 42 min 11 s     |
|     | Médaille d'or      | Course de montagne du Danis                        | 10,4 km  | 14 juillet 2002    | 48 min 3 s      |
| 24e | Médaille d'or      | Course de montagne du Grossglockner                | 13,4 km  | 21 juillet 2002    | 1 h 30 min 15 s |
|     | Médaille d'or      | Course de Schlickeralm                             | 11 km    | 4 août 2002        | 1 h 11 min 30 s |
| 34e | Médaille d'argent  | Course du Cervin                                   | 14,35 km | 18 août 2002       | 1 h 18 min 48 s |
| 2e  | Médaille d'argent  | Challenge Stellina                                 | 8,1 km   | 25 août 2002       | 48 min 3 s      |
| 3e  | Médaille de bronze | Trophée mondial de course en montagne              | 9,2 km   | 14 septembre 2002  | 54 min 44 s     |
| 31e | Médaille d'or      | Course de Šmarna Gora                              | 9 km     | 5 octobre 2002     | 48 min 57 s     |
|     | Médaille d'or      | Championnats de Pologne de course en montagne      | 7,6 km   | 17 mai 2003        | 34 min 3 s      |
| 4e  | 4e                 | Championnats d'Europe de course en montagne        | 8 km     | 6 juillet 2003     | 45 min 8 s      |
| 22e | Médaille d'or      | Course de montagne du Grossglockner                | 13,6 km  | 20 juillet 2003    | 1 h 26 min 57 s |
|     | Médaille d'or      | Course de Schlickeralm                             | 11 km    | 3 août 2003        | 1 h 10 min 0 s  |
| 22e | Médaille d'or      | Course du Cervin                                   | 14,35 km | 17 août 2003       | 1 h 15 min 52 s |
|     | Médaille d'or      | Course de montagne du Kitzbüheler Horn             | 12,9 km  | 24 août 2003       | 1 h 8 min 50 s  |
| 5e  | 5e                 | Trophée mondial de course en montagne              | 7,7 km   | 21 septembre 2003  | 40 min 54 s     |
|     | Médaille de bronze | Course de montagne du Hochfelln                    | 8,9 km   | 5 octobre 2003     | 53 min 49 s     |
| 5e  | 5e                 | Championnats d'Europe de course en montagne        | 7,2 km   | 4 juillet 2004     | 37 min 6 s      |
| 36e | Médaille d'argent  | Course de montagne du Grossglockner                | 13,6 km  | 18 juillet 2004    | 1 h 30 min 26 s |
|     | Médaille d'argent  | Course de Schlickeralm                             | 11 km    | 1er août 2004      | 1 h 12 min 23 s |
| 1re | Médaille d'or      | Challenge Stellina                                 | 8,1 km   | 22 août 2004       | 48 min 8 s      |
| 7e  | 7e                 | Trophée mondial de course en montagne              | 8,46 km  | 4 septembre 2004   | 51 min 57 s     |
|     | Médaille d'argent  | Course de montagne du Hochfelln                    | 8,9 km   | 26 septembre 2004  | 52 min 36 s     |
|     | Médaille de bronze | Mount Kinabalu Climbathon                          | 21 km    | 2 octobre 2004     | 3 h 29 min 25 s |
|     | Médaille d'or      | Course de montagne de Mölten                       | 9,2 km   | 8 mai 2005         | 55 min 39 s     |
|     | Médaille d'or      | Course du Rocher de Gibraltar                      | 8,2 km   | 29 mai 2005        | 37 min 42 s     |
|     | Médaille d'argent  | Course de montagne du Kitzbüheler Horn             | 12,9 km  | 28 août 2005       | 1 h 12 min 47 s |
| 39e | Médaille d'argent  | Drei Zinnen Alpine Run                             | 21 km    | 11 septembre 2005  | 2 h 8 min 39 s  |
|     | Médaille d'or      | Course de montagne du Hochfelln                    | 8,9 km   | 25 septembre 2005  | 52 min 51 s     |
| 41e | Médaille d'argent  | Course de Šmarna Gora                              | 9 km     | 29 octobre 2005    | 49 min 47 s     |
| 44e | Médaille de bronze | Course de montagne du Grossglockner                | 12,95 km | 23 juillet 2006    | 1 h 30 min 26 s |
| 2e  | Médaille d'argent  | Course de montagne du Feuerkogel                   | 9 km     | 13 août 2006       | 1 h 6 min 22 s  |
| 41e | Médaille d'argent  | Drei Zinnen Alpine Run                             | 21 km    | 10 septembre 2006  | 2 h 9 min 37 s  |
|     | Médaille d'or      | Course de montagne du Hochfelln                    | 8,9 km   | 24 septembre 2006  | 55 min 36 s     |
| 38e | Médaille de bronze | Course de Šmarna Gora                              | 10 km    | 7 octobre 2006     | 50 min 18 s     |
|     | Médaille de bronze | Course de montagne du Kitzbüheler Horn             | 12,9 km  | 19 août 2007       | 1 h 17 min 50 s |
| 62e | Médaille d'argent  | Drei Zinnen Alpine Run                             | 17,5 km  | 9 septembre 2007   | 1 h 51 min 25 s |
| 48e | Médaille de bronze | Course de montagne du Feuerkogel                   | 10 km    | 8 août 2010        | 1 h 12 min 32 s |
| 3e  | Médaille d'or      | World Masters Mountain Running Championships - F45 | 8 km     | 28 août 2010       | 55 min 5 s      |

## Palmarès en canicross
- 2008 : Championnats d'Europe de canicross -  Master Women I
- 2009 : Championnats d'Europe de canicross -  Master Women I
- 2010 : Championnats du monde de canicross -  Master Women I,  relais
Championnats d'Europe de canicross -  Master Women I,  relais avec Jolanta Kałat et Kamila Zatorska
- 2011 : Championnats d'Europe de canicross -  Master Women I,  relais

## Records
| Épreuve       | Performance     | Date              | Lieu     |
| ------------- | --------------- | ----------------- | -------- |
| 3 000 m       | 9 min 18 s 78   | 11 août 1991      | Zabrze   |
| 5 000 m       | 16 min 15 s 15  | 14 août 1987      | Poznań   |
| 10 000 m      | 33 min 10 s 65  | 4 août 1991       | Sopot    |
| 5 kilomètres  | 16 min 10 s     | 9 juin 1991       | Berne    |
| 10 kilomètres | 32 min 29 s     | 8 septembre 1996  | Oleśnica |
| 15 kilomètres | 50 min 39 s     | 12 septembre 1992 | Piła     |
| 10 miles      | 56 min 0 s      | 29 août 1993      | Heerlen  |
| Semi-marathon | 1 h 11 min 53 s | 3 décembre 2000   | Okayama  |
| 25 kilomètres | 1 h 28 min 4 s  | 8 mai 1994        | Berlin   |
| Marathon      | 2 h 33 min 46 s | 27 septembre 1992 | Berlin   |